# Vid himlens utkant
Vid himlens utkant (tyska: Auf der anderen Seite) är en tysk-turkisk-italiensk dramafilm från 2007 i regi av Fatih Akın.

## Utmärkelser
Filmen vann Tyska filmpriset för bästa film 2008.

## Rollista i urval
- Baki Davrak - Nejat Aksu
- Tuncel Kurtiz - Ali Aksu
- Nursel Köse - Yeter Öztürk
- Nurgül Yeşilçay - Ayten Öztürk
- Yelda Reynaud - Emine
- Hanna Schygulla - Susanne Staub
- Patrycja Ziółkowska - Lotte Staub
- Lars Rudolph - herr Obermüller